# 볼숭 일족의 사가
《볼숭 일족의 사가》(고대 노르드어: Vǫlsunga saga)는 13세기 후반에 아이슬란드에서 쓰여진 포르날다르 사가이다. 볼숭 일족의 시작과 몰락을 다루고 있으며, 그 과정에서 시구르드와 브륀힐드의 이야기, 시구르드가 드래곤 파프니르를 죽인 이야기, 훈족에 의한 부르군트족의 파괴 등의 이야기도 묘사하고 있다. 시구르드가 파프니르를 죽인 이후에는 저주받은 반지 안드바라나우트가 이야기의 핵심으로 떠오른다.
리하르트 바그너의 《니벨룽의 반지》, 헨리크 입센의 《헬겔란드의 바이킹》, 윌리엄 모리스의 《볼숭의 시구르드와 니블룽 일족의 몰락》, J. R. R. 톨킨의 《시구르드와 구드룬의 전설》이 모두 이 사가의 내용을 바탕으로 각색한 것이다.